# Punxaflors de flancs blancs
El punxaflors de flancs blancs (Diglossa albilatera) és un ocell de la família dels tràupids (Thraupidae).

## Hàbitat i distribució
Habita cantells de la selva pluvial, vessants arbustius i vegetació secundària de les muntanyes de Colòmbia, nord i oest de Veneçuela, l'Equador i nord del Perú.